# فالنتين تلجدي
فالنتين تلجدي (بالإنجليزية: Valentine Telegdi)‏ (مواليد 11 يناير 1922 في بودابست، مملكة المجر - الوفاة 8 أبريل 2006 في كاليفورنيا، الولايات المتحدة)، كان فيزيائيا أمريكيا من أصل هنغاري.
وكان أستاذ الخدمة المميزة في الفيزياء بجامعة شيكاغو. قبل أن ينتقل إلى المعهد الفدرالي السويسري للتكنولوجيا في زيورخ. وبعد أن تقاعد من هذه الأخيرة قضى عمره في العمل بكل من سيرن ومعهد كاليفورنيا للتقنية.
وقد ترأس تلجدي منظمة سيرن للأبحاث النووية في الفترة من 1981 إلى 1983. وفي 1991 حصل على جائزة وولف في الفيزياء التي تشاركها مع موريس جولد هابر. كما كان عضوا زميلا في الجمعية الملكية.